# رینچه ریتسما
رینچه ریتسما (انگلیسی: Rintje Ritsma؛ زادهٔ ۱۳ آوریل ۱۹۷۰) راننده مسابقه‌ای، اسکیت‌باز سرعت، و راننده خودروی مسابقه‌ای اهل پادشاهی هلند است.